# Regiunea Moscova
Regiunea Moscova  (rus. Моско́вская о́бласть / Moskovskaia oblast sau Подмоско́вье / Podmoskove) este o regiune situată în Rusia centrală. Regiunea are densitatea cea mai mare a populației din Rusia, cu o industrie bine dezvoltată în jurul Moscovei. Orașul Moscova este numai centrul administrativ al regiunii, dar nu și centrul administrației tehnice. Regiunea este situată în bazinul roditor al râurilor Volga, Oka, Kljasma și Moscova. Până la începutul secolului XX a dominat industria textilă, celelalte ramuri industriale, în prezent o pondere importantă o are industria grea constructoare de mașini, industria metalurgică, chimică, ca și o serie de centre de cercetare. 

Orașe mai importante: Serghiev Posad, Podolsk, Mîtișci, Balașiha, Liuberțî, Kolomna, Koroliov, Elektrostal, Himki, Odințovo, Serpuhov, Orehovo-Zuevo, Noghinsk, Șciolkovo, Jeleznodorojnîi, Jukovski, Klin și Ramenskoe, Durovo.

## Orașe cu populația de peste 100.000 loc. la ultimul recensământ
| Numele orașului | Numele rusesc   | Locuitori recensământ 2002 |
| --------------- | --------------- | -------------------------- |
| Podolsk         | Подольск        | 180.963                    |
| Koroliov        | Королёв         | 170.324                    |
| Mîtișci         | Мытищи          | 159.900                    |
| Liuberțî        | Люберцы         | 156.691                    |
| Kolomna         | Коломна         | 150.129                    |
| Balașiha        | Балашиха        | 147.909                    |
| Elektrostal     | Электросталь    | 146.294                    |
| Himki           | Химки           | 141.000                    |
| Odințovo        | Одинцово        | 134.844                    |
| Serpuhov        | Серпухов        | 131.097                    |
| Orehovo-Zuevo   | Орехово-Зуево   | 122.248                    |
| Noghinsk        | Ногинск         | 116.277                    |
| Serghiev Posad  | Сергиев Посад   | 113.581                    |
| Șciolkovo       | Щёлково         | 112.865                    |
| Jeleznodorojnîi | Железнодорожный | 110.622                    |
| Jukovski        | Жуковский       | 101.328                    |